# Stanislav Huml
Stanislav Huml (30. července 1955 Odolena Voda – 28. prosince 2021) byl český policista a politik, v letech 2010 až 2017 poslanec Poslanecké sněmovny PČR, v letech 2010 až 2018 zastupitel města Brandýs nad Labem-Stará Boleslav, bývalý člen České strany sociálně demokratické.

## Život
Vystudoval na Policejní akademii ČR v Praze. Pracoval jako ředitel středočeské dopravní policie, před sametovou revolucí v SNB a byl členem Komunistické strany Československa.
Po odchodu od policie spolupracoval s TV Nova na dopravním zpravodajství.
Zemřel po krátké nemoci dne 28. prosince 2021.

## Politické působení
Ve volbách do Poslanecké sněmovny PČR v roce 2006 kandidoval za stranu SNK Evropští demokraté ve Středočeském kraji, se ziskem 3 % hlasů se do Poslanecké sněmovny nedostal.
Ve volbách do Poslanecké sněmovny PČR v roce 2010 kandidoval za Věci veřejné jako nezávislý za SNK ED, do Poslanecké sněmovny se dostal ze sedmého místa kandidátky Středočeského kraje díky zisku 6 290 preferenčních hlasů. V srpnu 2010 Věcem veřejným vypověděl (právně pravděpodobně i tak neplatnou) smlouvu o poslušnosti, jelikož nesouhlasil s kladným postojem předsedy strany Radka Johna k odbojové skupině bratří Mašínů. Dne 7. dubna 2011 pak v souvislosti s kauzou financování poslanců VV Vítem Bártou vystoupil i z poslaneckého klubu VV a poté z něj byl i formálně vyloučen.
Od léta 2011 se účastnil práce poslaneckého klubu České strany sociálně demokratické, členem ČSSD se stal v lednu roku 2012 v MO ČSSD Brandýs nad Labem-Stará Boleslav.
Ve volbách do Poslanecké sněmovny PČR v roce 2013 kandidoval za ČSSD ve Středočeském kraji a byl zvolen, přestože byl na kandidátce až dvanáctý v pořadí a poslanců ČSSD bylo zvoleno v kraji šest.
V komunálních volbách v roce 2014 obhájil post zastupitele města Brandýs nad Labem-Stará Boleslav, když vedl kandidátku ČSSD. Ve volbách do Senátu PČR v roce 2016 kandidoval za ČSSD v obvodu č. 28 – Mělník. Se ziskem 12,30 % hlasů skončil na 4. místě a do druhého kola nepostoupil.
Ve volbách do Poslanecké sněmovny PČR v roce 2017 již nekandidoval. V komunálních volbách v roce 2018 obhajoval jako nestraník za ČSSD mandát zastupitele města Brandýs nad Labem-Stará Boleslav, ale neuspěl.
Na přelomu let 2018 a 2019 začal spolupracovat se stranou Česká Suverenita. Ve volbách do Evropského parlamentu v květnu 2019 kandidoval jako nestraník na 2. místě kandidátky ČS, ale zvolen nebyl.

## Názory a kontroverze
Na jaře 2011 byl na upozornění soudce Říhy obviněn z manipulace při vypracování znaleckého posudku. „Já jsem tento znalecký posudek vyhodnotil jako nepravdivý. Z tohoto důvodu jsem pojal podezření, že by mohlo dojít ke spáchání trestného činu křivé výpovědi a nepravdivého znaleckého posudku a podal trestní oznámení,“ uvedl soudce Říha. Znalecký posudek se týkal srážky nákladního vozu a motocyklu, Stanislav Huml byl tehdy zaměstnán ve firmě V.V.V. Expert a.s. poskytující znalecké posudky. Při hlasování však k trestnímu stíhání vydán nebyl, přestože sám ke svému vydání vyzval (ale sám se hlasování zdržel). Trestní stíhání Vratislava Veselého z V.V.V. Expert později soud zastavil.
Mediální odezvu vyvolalo poslancovo sdílení facebookového příspěvku difamačního charakteru, vyhraňující se vůči tenistce Petře Kvitové, po jejím druhém wimbledonském titulu v červenci 2014, když byla k danému datu necelý rok daňovou rezidentkou Monaka. V rozhovoru pro rádio Impuls prohlásil, že osoby – které se přihlásí do jiného státu, by měly přijít o české občanství. Tento postoj však vzbudil nesouhlasné reakce dalších politiků napříč spektrem, včetně prezidenta republiky Miloše Zemana a předsedy vlády Bohuslava Sobotky.
Podle jeho názoru stála za pádem Boeingu 777 Malaysia Airlines nad Ukrajinou v červenci 2014 americká zpravodajská služba CIA, když uvedl, že se její „rukopis nedá zapřít“. Řadí se také k zastáncům konspirační teorie o útocích z 11. září 2001. Podle jeho názoru: „Do Pentagonu letadlo nenarazilo a propaganda to stále tvrdí.“
Huml zastával silně odmítavé postoje vůči migrantům a muslimům. Zejména na sociálních sítích a v rozhovorech pro Parlamentní listy byl nově příchozím do Evropy velmi kritický a často říkal i nepravdivé a zavádějící informace. Projekt Faktus Humlovi zaslal dopis, ve kterém ověřil jeho nepodložené výroky na adresu muslimů v západní Evropě.
V posledním období svého života byl odpůrcem očkování proti covidu-19, proti kterému veřejně vystupoval. Této nemoci nakonec sám podlehl.